# The Missing Half
The Missing Half is een muziekalbum van Rick Wakeman.
In de chronologische volgorde van de muziekalbums van Rick Wakeman volgt op The Six Wives altijd Journey. Journey is een livealbum opgenomen op 18 januari 1974 in de Royal Festival Hall. Op die dag werden twee concerten gegeven (besparing geld en huur apparatuur) waarvan van concert nummer twee het stuk na de pauze op elpee werd uitgebracht. Echter gedurende het eerste deel van het tweede concert liep ook een geluidsband mee, om te kijken of de opname-apparatuur (maar ook Rick’s apparatuur) goed stond afgesteld. Wakeman en zijn spreker voor die avond David Hemmings hadden nog wat zitten monteren in een melige bui en vervolgens belandde de band ergens op een plank. Toen echter Wakeman voor zijn tweede livealbum met Journey begon te werken, werden de tapes gevonden. Deze tapes werden in 2004 op compact disc gezet en door Voiceprint uitgegeven als losse cd’s maar ook in een box Treasure Chest met acht cd’s. Voor een korte periode waren de discs ook separaat verkrijgbaar. Tegenwoordig zijn ze niet meer nieuw te bestellen.
Deze dus niet door A & M Records uitgebrachte muziek is van redelijk goede kwaliteit, want zijn uitgegeven in een tijd dat het oppoetsen van oude opnamen al gemeengoed was. Uit de opname blijkt dat met de apparatuur van Wakeman in ieder geval niets aan de hand was. En Wakeman was in de prima stemming met muzikale anekdotes als A road to ruin en Twelfth Street Rag.

## Musici
- zie Journey

## Tracklist
| Nr. | Titel | Duur |
| --- | --- | ---- |
| 1.  | Catherine Parr                                                                                           | 7:00 |
| 2.  | A road to ruin (medley)                                                                                  | 6:45 |
| 3.  | Catherine Howard                                                                                         | 7:45 |
| 4.  | Anne Boleyn                                                                                              | 5:15 |
| 5.  | Twelfth Street Rag (Euday L. Bowman)                                                                     | 4:20 |
| 6.  | The Pearl and Dean piano concerto                                                                        | 4:20 |
| 7.  | The David Hemmings Voice Collection (tekst van Journey in Camp, West Indian, Irish, South London, Welsh) | 3:00 |
| 8.  | King Arthur                                                                                              | 7:30 |
| 9.  | Guinevere                                                                                                | 5:55 |

Cd 1 = The Real Lisztomania ·
Cd 2 = The Oscar Concert ·
Cd 3 = The Missing Half ·
Cd 4 = Almost Classical ·
Cd 5 = The Mixture ·
Cd 6 = Medium Rare ·
Cd 7 = Journey to the Centre of the Earth plus ·
Cd 8 = Stories